# Слойковское сельское поселение
Слойковское сельское поселение — упразднённое муниципальное образование в составе Дорогобужского района Смоленской области России.
Административный центр — деревня Слойково.
Образовано Законом Смоленской области от 20 декабря 2004 года. Упразднено Законом Смоленской области от 25 мая 2017 года с включением всех входивших в его состав населённых пунктов в Усвятское сельское поселение.

## Географические данные
- Расположение: центральная часть Дорогобужского района
- Общая площадь: 92,02 км²
- Граничило:
  - на северо-западе — с Усвятским сельским поселением
  - на севере — с Фрунзенским сельским поселением
  - на северо-востоке — с Дорогобужским городским поселением
  - на востоке и юге — с Озерищенским сельским поселением
  - на западе — с Кузинским сельским поселением
- По территории поселения проходит автомобильная дорога Р134 «Старая Смоленская дорога» Смоленск — Дорогобуж — Вязьма — Зубцов.
- Крупная река: Днепр, Ужа.

## Население
| 2011 | 2012 | 2013 | 2014 | 2015 | 2016 | 2017 |
| ---- | ---- | ---- | ---- | ---- | ---- | ---- |
| 300  | ↘292 | ↘276 | ↘255 | ↘244 | ↘240 | ↘238 |

## Населённые пункты
На территории поселения находилось 7 населённых пунктов.
- Слойково, деревня
- Болотово, деревня
- Лукьяненки, деревня
- Недники, деревня
- Ректы, деревня
- Фёдоровка, деревня
- Хатычка, деревня